# Polityka kadrowa
Polityka kadrowa (personalna) – jest jednym z elementów strategii przedsiębiorstwa, na którą składają się procedury i zwyczaje dotyczące postępowania z pracownikiem. Powinna ona zapewniać zaspokojenie potrzeb, ambicji i aspiracji zawodowych jednocześnie realizując cele i zadania przedsiębiorstwa. 
Podstawowe elementy polityki personalnej:
- planowanie zapotrzebowania na personel
- tworzenie kadrowej bazy danych
  - rekrutacja w formie wewnętrznej i zewnętrznej
  - system podnoszenia kwalifikacji
  - ocena pracy pracownika
- zasady wynagradzania personelu
- stan i struktura zatrudnienia
- integracja załogi
- system motywacyjny
- regulamin organizacyjny